# Boks na Igrzyskach Panamerykańskich 2023
Boks na Igrzyskach Panamerykańskich 2023 odbywał się w dniach 19–27 października 2023 roku w Centro de Entrenamiento Olímpico w Ñuñoa na przedmieściach Santiago. Stu siedemdziesięciu dziewięciu zawodników obojga płci wyłonionych we wcześniejszych eliminacjach rywalizowało łącznie w trzynastu konkurencjach.

## Podsumowanie

### Klasyfikacja medalowa
| Klasyfikacja medalowa | Klasyfikacja medalowa | Klasyfikacja medalowa | Klasyfikacja medalowa | Klasyfikacja medalowa | Klasyfikacja medalowa |
| Miejsce               | Państwo               | Złoto                 | Srebro                | Brąz                  | Razem                 |
| --------------------- | --------------------- | --------------------- | --------------------- | --------------------- | --------------------- |
| 1                     | Brazylia              | 4                     | 5                     | 3                     | 12                    |
| 2                     | Stany Zjednoczone     | 2                     | 2                     | 2                     | 6                     |
| 3                     | Kuba                  | 2                     | 1                     | 1                     | 4                     |
| 4                     | Kanada                | 2                     | 0                     | 4                     | 6                     |
| 5                     | Kolumbia              | 1                     | 2                     | 3                     | 6                     |
| 6                     | Meksyk                | 1                     | 1                     | 1                     | 3                     |
| 7                     | Dominikana            | 1                     | 0                     | 2                     | 3                     |
| 8                     | Ekwador               | 0                     | 1                     | 2                     | 3                     |
| 9                     | Panama                | 0                     | 1                     | 1                     | 2                     |
| 10                    | Argentyna             | 0                     | 0                     | 2                     | 2                     |
| 11                    | Wenezuela             | 0                     | 0                     | 2                     | 2                     |
| 12                    | Chile                 | 0                     | 0                     | 1                     | 1                     |
| 13                    | Haiti                 | 0                     | 0                     | 1                     | 1                     |
| 14                    | Portoryko             | 0                     | 0                     | 1                     | 1                     |
| Razem                 | Razem                 | 13                    | 13                    | 26                    | 52                    |

### Medaliści
| Konkurencja | 1. miejsce          | 2. miejsce        | 3. miejsce                                 |           |
| Mężczyźni   | Mężczyźni           | Mężczyźni         | Mężczyźni                                  | Mężczyźni |
| ----------- | ------------------- | ----------------- | ------------------------------------------ | --------- |
| 51 kg       | Yunior Alcantara    | Michael Trindade  | Roscoe Hill Ramón Quiroga                  |           |
| 57 kg       | Jahmal Harvey       | Saidel Horta      | Luiz Gabriel Oliveira José de los Santos   |           |
| 63.5 kg     | Wyatt Sanford       | Miguel Martínez   | Yuri Falcão Alexy de la Cruz               |           |
| 71 kg       | Marco Verde         | José Rodríguez    | Eduardo Beckford Junior Petanqui           |           |
| 80 kg       | Arlen López         | Wanderley Pereira | Abraham Buonarrigo Cédrick Belony-Dulièpre |           |
| 92 kg       | Julio César La Cruz | Keno Machado      | Julio Castillo Bryan Colwell               |           |
| +92 kg      | Joshua Edwards      | Abner Teixeira    | Cristian Salcedo Fernando Arzola           |           |
| Mężczyźni   |                     |                   |                                            |           |
| 50 kg       | Caroline de Almeida | Jennifer Lozano   | Ingrit Valencia Mckenzie Wright            |           |
| 54 kg       | Yeni Arias          | Tatiana Chagas    | Johana Gómez Denisse Bravo                 |           |
| 57 kg       | Jucielen Romeu      | Valeria Arboleda  | Ashleyann Lozada Omailyn Alcalá            |           |
| 60 kg       | Beatriz Ferreira    | Angie Valdés      | Jajaira Gonzalez María José Palacios       |           |
| 66 kg       | Bárbara dos Santos  | Morelle McCane    | Charlie Cavanagh Camila Camilo             |           |
| 75 kg       | Tammara Thibeault   | Atheyna Bylon     | Citlalli Ortiz Viviane Pereira             |           |